# Empis multispina
Empis multispina är en tvåvingeart som beskrevs av Christophe Daugeron 1999. Empis multispina ingår i släktet Empis och familjen dansflugor.
Artens utbredningsområde är Grekland. Inga underarter finns listade i Catalogue of Life.